# Čarodějnice (román)
Čarodějnice je román a dětská temná fantasy od britského spisovatele Roalda Dahla. Děj se odehrává v Norsku a v Anglii, kniha vypráví příběh o mladém chlapci anglického původu a jeho babičce, v jejichž světe žijí čarodějnice, které nesnášejí děti a touží, aby zmizely. Všechny čarodějnice ovládá Hlavní nejvyšší čarodějnice, která přichází do Anglie s plánem přeměnit všechny děti v myši.
Původní vydání knihy Čarodějnice bylo publikováno v Londýně roku 1983 Jonathanem Capem, s ilustracemi od Quetina Blakea. Kniha vyvolala vesměs pozitivní reakce, kritizována byla naopak především kvůli misogynii. Americký magazín School Library Journal v roce 2012 zařadil publikaci na 81. příčku nejoblíbenějších dětských románů všech dob. Roku 2019, BBC připsala Čarodějnice na svůj seznam 100 nejvlivnějších románů. V roce 2012 se Hlavní nejvyšší čarodějnice objevila na pamětní poštovní známce Royal Mail. Kniha byla zpracována jako nezkrácená audiokniha, kterou namluvila Lynn Redgrave. Dílo bylo také zdramatizováno do podoby divadelní hry a v roce 1990 a 2020 byly natočeny filmy od režisérů Nicolase Roega a Roberta Zemeckise.

## Děj
Příběh je vyprávěn z pohledu sedmiletého chlapce, který po tragické autonehodě svých rodičů žije se svojí babičkou. Chlapec miluje všechny historky, které mu babička vypráví. Nejvíce uchvácený je však historkou o čarodějnicích – strašlivých démonických bytostech toužících po smrti dětí. Dle babiččiných slov čarodějnice vypadá stejně jako kdejaká obyčejná žena. Jsou však určitá vodítka, která nám napoví, že se jedná právě o jednu z čarodějnic; nosí rukavice, protože se snaží skrýt drápy; jsou plešaté, a proto nosí paruky, které jim způsobují vyrážky; mají čtvercový tvar chodidla bez prstů, které se snaží skrývat pod malými, špičatými a velmi nepohodlnými botami, atd.
Chlapec se se svojí babičkou vrací do své rodné Anglie (z Norska), tam, kde dříve chodil do školy a kde je dům, který zdědil po svých rodičích. Babička chlapce varuje, aby se měl na pozoru, protože britské čarodějnice patří mezi ty nejkrutější – mění děti v odporná stvoření a nic netušící dospělí je následně zabijí (čarodějnice mají v různých zemích různé zvyky). Zajímavé je, že k sobě čarodějnice mají v jednotlivých zemích velmi blízko, ale napříč zeměmi spolu komunikovat nesmí. Babička se dále zmiňuje o tajemné Hlavní nejvyšší čarodějnici, která představuje obávaného a ďábelského vůdce všech čarodějnic.
Když krátce po návratu do Anglie chlapec pracuje na střeše svého „stromového domu“, spatří zvláštní ženu v černém, která na něj zírá a děsivě se při tom usmívá. V tu chvíli mu dojde, že se jedná o čarodějnici. Později, když chlapec trénuje své myší domácí mazlíčky (Williama a Mary), které dostal od své babičky jako útěchu po ztrátě svých rodičů, má „Královské společenství pro prevenci krutosti na dětech“ v hotelovém tanečním sále svou roční schůzku. Jedna z čarodějnic si sáhne pod vlasy, aby se podrbala, načež si chlapec všimne černé rukavice a zjistí, že je součástí ročního shromáždění čarodějnic (všechny ostatní čarodějnice mají též černé rukavice) – je v pasti. Jedna z čarodějnic jde k pódiu a odhalí svůj skutečný obličej, který byl doposud ukrytý pod maskou. Vypravěč si je jistý, že se nemůže jednat o nikoho jiného, než o Hlavní nejvyšší čarodějnici, která právě vyjadřuje svou nespokojenost s ostatními čarodějnicemi. Nepodařilo se jim totiž odstranit dostatek dětí, a proto Hlavní nejvyšší čarodějnice představuje svůj mistrovský plán. Nařizuje ostatním čarodějnicím, aby odkoupily cukrárny (za padělané peníze, které vytvoří kouzelný stroj) a rozdávaly sladkosti a čokolády s kapkou jejího nejnovějšího výrobku: magického lektvaru, který člověka po pozření přemění v myš („vzorec 86 časovaného měniče v myši“).
Hlavní nejvyšší čarodějnice chce ukázat efektivitu svého plánu, a proto přivádí chamtivého chlapce Bruna Jenkinse z bohaté rodiny, kterého utáhla na čokoládu. Poté odhaluje, že Bruna podvedla a dala mu čokoládu s dávkou svého lektvaru. Časovaný měnič má zafungovat právě v čas schůzky. Lektvar zabere a Bruno se v sále přeměňuje přímo před zraky čarodějnic. Čarodějnice si pak všimnou protagonistovy přítomnosti a zaženou ho do kouta. Hlavní nejvyšší čarodějnice mu vlévá celou láhev lektvaru přímo do krku – obrovská dávka ho okamžitě promění v myš.
Člověk si po proměnění v myš zachovává svou osobnost, a dokonce i svůj hlas. Vypravěč se v myším kabátku vrací do hotelového pokoje za babičkou a vypráví ji o plánu Hlavní nejvyšší čarodějnice. Navrhuje obrátit karty a nalít trochu lektvaru čarodějnicím do jejich večeře. Protagonista se s pár obtížemi dostane do pokoje Hlavní nejvyšší čarodějnice a lektvaru se zmocní.
Pokus vrátit Bruna jeho rodičům se nezdaří (především proto, že se jeho matka šíleně bojí myší), a tak ho babička s vypravěčem berou do jídelny. V kuchyni vylévají lektvar do polévky, kterou budou mít čarodějnice k večeři. Všimne si jich ale kuchař, který v ruce drží ostrý nůž a usekne hlavnímu hrdinovi kus ocasu. Čarodějnice se během pár minut promění v myši. Personál a hosté propadnou panice, na hlodavce zaútočí a nevědomky zabijí Hlavní nejvyšší čarodějnici a s ní i všechny ostatní čarodějnice.
Když se hlavní hrdina vrací s babičkou domů, vymýšlí plán, jak se zbavit všech čarodějnic na světě. Babička se vydává za šéfa norské policie a dozví se, že Hlavní nejvyšší čarodějnice žila na hradě v Norsku, kam se společně rozhodnou vyrazit a přeměnit všechny její asistenty a spoluúčastníky v myši. Dále informují ostatní čarodějnice z různých koutů světa, že je zničí. Na konci se babička dozví, že chlapec bude žít necelých deset let. Jemu to však nevadí, nechce přežít svou babičku, protože nechce, aby se o něj staral někdo jiný.

## Přijetí díla
V roce 2012 americký měsíčník School Library Journal dle průzkumu přiřadil Čarodějnice na 81. pozici mezi nejlepší dětské romány všech dob. Byla to třetí ze čtyř knih od Dahla mezi Top 100. V listopadu roku 2019, BBC zařadila Čarodějnice na svou listinu nejvlivnějších románů.
V USA vyvolal román především pozitivní ohlasy. Někteří kritikové nicméně poukázali na to, že některé části knihy jsou pro děti příliš strašidelné. Ann Waldron ve své recenzi ve Philadelphia Inquirer napsala, že by nedoporučila dítě touto knihou obdarovat, protože je v děsivých pasážích velmi emotivní. Další smíšené pocity vyvolal samotný Dahlův monstrózní popis čarodějnic. Kniha také získala pozitivní ohlas díky ilustracím od Quentina Blakea.
Publikace byla nejvíce kritizována kvůli údajné misogynii, spojené s negativním vyobrazením žen, a proto knihu některé knihovny dokonce zakázaly. Dále se kniha objevila na 22. příčce na seznamu stovky knih, které byly podle American Library Association se mezi lety 1990 a 1999 musely nejčastěji podotýkat s požadavkem na stažení z knihovní nabídky. Vydavatel Stephen Roxburgh se obával se toho, že kniha bude napadána jako text, který posiluje předsudky vůči ženám a vyjadřuje se vůči nim pohrdavě, Dahl však tyto obavy však odmítl. Feministická kritička Catherine Itzin nicméně uvedla, že přesně kvůli těmto publikacím se z chlapců stávají muži, kteří opovrhují ženami.
Jemma Crew z Newstatesman považuje dílo za nepravděpodobný zdroj inspirace pro feministicky smýšlející čtenáře. Článek „Not in Front of the Censors“ v The Times ovšem poukazuje na to, že informace o tom, že čarodějnice vypadají stejně jako ženy, je pro děti tou nejméně zajímavou záležitostí. Naopak prosazuje názor, že čarodějnice by mohly být ideálními feministickými prototypy mladých čtenářek.
Dalším otazníkem byl konec příběhu, který dle některých může nabádat mladistvé k sebevraždě.

## Adaptace

### Grafický román
V roce 2020 Penelope Bagieu vydala Čarodějnice jako grafický román (komiks). Pár měsíců před tím, než vyšla druhá adaptace filmu, Hana Berbera na svém twitterovém účtu upozornila na podobné prvky filmu s tímto vydáním (týkající se nové dívčí postavy). Autorka vychází z původního textu knihy The Witches a dále ho rozšiřuje, tvoří tak novou verzi knihy. Jedné z nejvýraznějších změn adaptace si lze povšimnout hned na obalu publikace. Postava Bruna Jenkinse byla vyříznuta a nahrazena dívčí postavou. Dívka také postrádá negativní vlastnosti Bruna, je mnohem aktivnější a soucitnější vůči protagonistovi. Společně tvoří tým, a dokonce se ho snaží rozveselit, když se přemění v myš. Tato skutečnost přivádí druhou sympatickou ženskou postavu do děje, a tak lze předpokládat, že mladé čtenářky se s těmito postavami lépe ztotožní, ačkoliv to již narušuje základní prvky původního příběhu. Bagieunova adaptace by proto podle kritiků neměla být považována za náhradu Dahlova románu, ale spíše za jeho doplněk.

### Filmové adaptace

#### Film (1990)
V roce 1990 byl podle knihy natočen film Čarodějnice, v hlavních rolích si zahráli Anjelica Huston a Rowan Atkinson. Film režíroval Nicolas Roeg. Ve filmu hraje hlavního hrdinu chlapec amerického původu Luke Eveshim, jeho babička se jmenuje Helga Eveshim, Hlavní nejvyšší čarodějnice představuje Evangeline Ernst.
Největším rozdílem mezi filmem a knihou je ten, že je hlavní hrdina na konci filmu přeměněn zpět do lidského podoby, a to asistentem Hlavní nejvyšší čarodějnice (postava, která se v knize neobjevuje).

#### Film (2020)
Další filmová adaptace vyšla v roce 2020. Spoluautorem a režisérem tohoto zpracování je Robert Zemeckis. V hlavní roli si zahrála Anne Hathaway. Film se oproti knize liší v tom, že se děj odehrává v Alabamě v roce 1968, protagonistou je Afroameričan přezdívaný „Hero Boy“. Filmová adaptace jinak zůstává věrná knižnímu vydání.

### Jevištní provedení

#### Divadelní hra (1992)
První divadelní adaptace se odehrála v Lyceum Theatre v Sheffieldu roku 1992, kterou představil David Wood. Od té doby se představení hraje v několika produkcích napříč Velkou Británií.

#### Opera (2008)
Kniha byla adaptována také do operní podoby, libreto napsal norský skladatel Marcus Paus se svým otcem. Premiéra se proběhla v roce 2008.

#### Muzikál (2023)
Muzikálová adaptace režiséra Lindseye Turnera bude mít premiéru v Royal National Theatre v listopadu 2023.